# Линдсей (лунный кратер)
Кратер Линдсей (лат. Lindsay) — крупный ударный кратер в центральной материковой области видимой стороны Луны. Название присвоено в честь ирландского астронома Эрика Мервина Линдсея (1907—1974) и утверждено Международным астрономическим союзом в 1979 г. 

## Описание кратера
Ближайшими соседями кратера являются кратер Хайнд на западе; кратер Сондер на северо-востоке; кратер Тейлор на востоке-северо-востоке; кратер Доллонд на юге-юго-востоке; кратер Андел на юге и кратер Ричи на юго-западе. Селенографические координаты центра кратера 7°00′ ю. ш. 13°01′ в. д. / 7° ю. ш. 13,01° в. д., диаметр 32,2 км, глубина 620 м.
Кратер Линдсей имеет полигональную форму и значительно разрушен. Вал сглажен и превратился в кольцо хребтов рассеченных широкими долинами. Высота вала над окружающей местностью достигает 940 м, объем кратера составляет приблизительно 700 км³.  Дно чаши ровное, отмечено множеством мелких кратеров, не имеет приметных структур. Эстонский астроном Эрнст Юлиус Эпик высказал предположение, что кратер образован астероидом диаметром приблизительно 1600 м.
До получения собственного наименования в 1979 г. кратер имел обозначение Доллонд C (в системе обозначений так называемых сателлитных кратеров, расположенных в окрестностях кратера, имеющего собственное наименование).

## Сателлитные кратеры
Отсутствуют.

## Места посадок космических аппаратов
27 апреля 1972 г. приблизительно в 100 км к юго-востоку от кратера Линдсей совершил посадку лунный модуль Орион «Аполлона-16», предпоследний на сегодняшний день пилотируемый космический аппарат, совершивший посадку на Луне.

## См.также
- Список кратеров на Луне
- Лунный кратер
- Морфологический каталог кратеров Луны
- Планетная номенклатура
- Селенография
- Минералогия Луны
- Геология Луны
- Поздняя тяжёлая бомбардировка